# Les Mystères de Paris (film, 1922)
Pour les articles homonymes, voir Les Mystères de Paris (homonymie).
Pour plus de détails, voir Fiche technique et Distribution.
Les Mystères de Paris est un film muet français, réalisé par Charles Burguet d'après le roman d'Eugène Sue, sorti en 1922.
Il a été tourné en douze épisodes : Le Tapis franc - La Femme de Bouqueval - Les Justiciers - Le Ménage Pipelet - Les Suites d'un bal à l'ambassade - Misère - Le Martyre de Louise Morel - L'Étude de maître Ferrand - L'Île du ravageur - Le Maître d'école et la Chouette - Celle qui venge - Son altesse Fleur de Marie.

## Fiche technique
- Titre : Les Mystères de Paris
- Réalisation : Charles Burguet
- Adaptation : Charles Burguet et André-Paul Antoine, d'après l'œuvre d'Eugène Sue
- Photographie : Georges Raulet et Albert Cohendy
- Société de production : Phocea Film
- Pays de production : France
- Format : Noir et blanc - 1,33:1 - Film muet
- Date de sortie : 1922

## Distribution
- Georges Lannes : le prince Rodolphe
- Huguette Duflos : Fleur-de-Marie
- Maxime Desjardins : le grand duc
- Yvonne Sergyl : Louise Morel
- Pierre Fresnay : François Germain
- Jeanne Bérangère : la Chouette
- Charles Lamy : M. Pipelet
- Madeleine Guitty : la Goualeuse
- Roby Guichard : Rodolphe, enfant
- Pierrette Caillol : Rigolette
- Paul Vermoyal : le notaire Ferrand
- Andrée Lionel : Sarah MacGregor
- Gaston Modot : Martial
- Desdemona Mazza : Cécile
- Gilbert Dalleu : le Maître d'école
- Berthe Jalabert : Mme Séraphin
- Camille Bardou : le Chourineur
- Suzanne Bianchetti : la marquise d'Harville
- Paul Guidé : le marquis d'Harville
- Sarah Duhamel : Mme Pipelet
- Ernest Maupin : Walter Murph
- Marceline Rouvier : Mme d'Orbigny
- Pillot : Thomas Seyton
- Simone Vaudry : Claire Dubreuil
- Martin : Tortillard
- Rachel Berendt : La Louve
- René Blancard : Bras-rouge
- Gisèle Mundo : Mme Georges
- Carlo Liten : Morel
- Mazalto Mme Dubreuil
- Georges-Augustin de La Noé : l'aide de camp / le marchand de chapeaux
- Régine Dumien : Fleur-de-Marie enfant
- Georges Walter : Malicorne
- Paul Bernard : Rodolphe adolescent
- Brunet : Cabrion
- Maurice Vauthier : le docteur Polidori
- Suzanne Bles
- Jules de Spoly
- Yvonne Vallet